# Pterophthirus splendida
Pterophthirus splendida är en insektsart som först beskrevs av Johnson 1972.  Pterophthirus splendida ingår i släktet Pterophthirus och familjen gnagarlöss. Inga underarter finns listade i Catalogue of Life.